# Interleukin-6

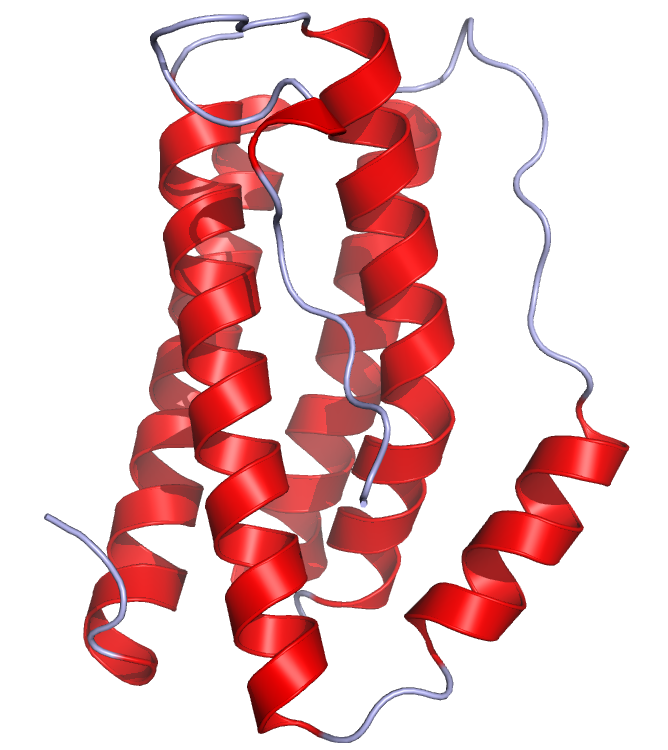
Struktura Interleukinu 6

Interleukin 6 (IL-6) reguluje imunitní reakce, hematopoézu, reakce akutní fáze a metabolismus kostí. Interleukin-6 (IL-6) je pleiotropní prozánětlivý cytokin. Během zánětlivých procesů v organismu dochází k produkci různých cytokinů. Mezi tyto cytokiny patří zejména interleukin-6 (IL-6), interleukin-1β (IL-1β), tumor nekrotizující faktor-α (TNF-α), interferon-y (IFN-γ) a transformační růstový faktor-p (TGF- β), které stimulují produkci akutních fázových proteinů (APP). IL-6 nejen vyvolává reakce akutní fáze, ale také vede k vývoji specifických buněčných a lidských imunitních odpovědí přes diferenciaci B-buněk v konečné fázi, sekrece imunoglobulinu a aktivace T-buněk. IL-6 je tedy důležitým modulátorem pro přechod z akutní fáze do chronické fáze zánětu. Jeho dysregulace je spojena s chronickými záněty a multifaktoriálními autoimunitními poruchami, jako jsou rakovina, roztroušená skleróza, revmatoidní artritida, anémie, zánětlivé onemocnění střev, Crohnova choroba a Alzheimerova choroba aj. Interleukin 6 (IL-6) byl objeven v roce 1986 Hiranem a Kishimotem jako stimulační faktor B buněk, který řídí produkci IgG. 

## Funkce
- IL-6 je důležitý mediátor horečky.
- Je schopný projít hematoencefalickou bariérou[4] a iniciovat syntézu PGE2 v hypotalamu, tudíž měnit teplotu těla.
- Ve svalech a tukové tkáni IL-6 stimuluje mobilizaci energie a to vede k nárůstu tepoty těla.
- IL-6 může být sekretován makrofágy jako odpověď na specifické mikrobiální molekuly (PAMPs).
- Inhibitory IL-6 (včetně estrogenu) jsou používány jako léčba postmenopauzální osteoporózy.
- IL-6 je produkován adipocyty a proto se myslí, že by to mohl být důvod, proč mají obézní lidé vysokou hladinu CRP.[5]
- Při psychickém stresu lidské tělo vylučuje kortizol, který je schopen spustit uvolňování IL-6 do oběhu.[6]

## Struktura IL-6 a jeho receptoru
IL-6 je jednořetězcový fosforylovaný glykoprotein skládající se převážně ze čtyř svazků šroubovice (A-D). Spirály A a B běží v jednom směru, zatímco C a D běží v opačném směru. Helix E je další krátký řetězec mezi helixy C a D, který leží mimo hlavní svazek čtyř šroubovic. IL-6 přenáší své signály prostřednictvím komplexového receptoru typu I na buněčném povrchu, který se skládá z ligand vázajícího glykoproteinu označovaného jako receptor IL-6 (IL-6R) a složky transdukující signál gp130. IL-6R je α-řetězec (80 kDa) a je nazýván jako CD126. Skládá se ze tří domén – D1, D2 a D3. D1 je také známá jako Ig doména a je spojena s CBD (cytokine binding domain – vazebná doména pro cytokiny), která se ve skutečnosti skládá z domén D2 a D3. IL-6R existuje ve dvou formách, tj. vázaný na membránu (mIL-6R) a rozpustný (sIL-6R).  IL-6 se váže na svůj specifický membránově vázaný receptor IL-6R s následnou tvorbou signálního komplexu prostřednictvím homodimeru gp130. Na rozdíl od gp130 je IL-6R exprimován pouze na omezeném počtu buněčných typů, jako jsou hepatocyty, megakaryocyty a některé leukocyty, jmenovitě monocyty, makrofágy, B buňky a podtypy T buněk. 

## Signalizace
IL-6 přenáší signál přes mIL-6R (klasická signální dráha) nebo přes sIL-6R (trans-signální dráha). V obou případech se IL-6 nejprve váže na receptor a poté na gp130 prostřednictvím domén CBD. Klasická signalizace se projevuje hlavně v leukocytech a jaterních buňkách, které exprimují jak mIL-6Rα, tak gp130, a podporují protizánětlivé reakce. Naproti tomu trans-signalizace se může projevit ve všech buňkách exprimujících gp130 a vede k prozánětlivým reakcím. Tyto pro- a protizánětlivé reakce jsou vyvolány hexamerním komplexem IL-6 s IL-6R a gp130. Tento hexamer aktivuje Janusovou kinázu (JAK), která na konci aktivuje tři možné signální cesty. V cestě 1 JAK sám indukuje fosforylaci inducestyrosinu a následně aktivuje dimeraci signálního měniče a transkripce-3 (STAT3). V cestě 2 aktivuje JAK dráhu Ras / Raf, která následně způsobí hyperfosforylaci mitogenem aktivovaných proteinových kináz (MAPK) a zvýšení její aktivity serin / threonin kinázy. Cesta 3 zahrnuje aktivaci dráhy fosfoinositol-3 kinázy (PI3K) – proteinkinázy B (PKB) / Akt, kde JAK fosforyluje a aktivuje PI3K, který poté fosforyluje určité fosfatidylinositidy na fosfatidyli-nositol-4,5-bisfosfát (PIP2) a fosfatidylinositol -3,4,5-trisfosfát (PIP3). Tato cesta PI3K / Akt přispívá k aktivaci NF-кB. 

## Nemoci
Interleukin-6 stimuluje zánětlivé a autoimunitní procesy v mnoha nemocech, jako je cukrovka, deprese, Alzheimerova choroba, lupus, revmatoridní artritida, rakovina prostaty a Ateroskleróza.

### Rakovina
Interleukin-6 je zásadním mediátorem zánětu a může být nalezen v mikroprostředí mnoha druhů rakoviny, včetně kolorektálního, vaječníkového, prsního, prostatického, plicního, pankreatického, hlavy a krku a renálních buněčných karcinomů, různých lymfomů a v mnohočetný myelom (MM). IL-6 může být produkován samotnými nádorovými buňkami. Klíčovým faktorem, který v této souvislosti řídí uvolňování IL-6, je nukleární faktor-kappa B (NF-kB), který je u mnoha druhů rakoviny hyperaktivován. V mikroprostředí nádoru může IL-6 podporovat několik protinádorových aktivit, včetně zvýšeného přežití, růstu, invaze a angiogeneze. Mezi další účinky IL-6 patří aktivace stromálních fibroblastů, inhibice imunitních odpovědí typu 1, zvýšení poměru intratumorální regulačních buněk k typům CD8+ T-buněk, inhibice funkce přirozených zabijáckých buněk a indukce přechodu z epitelu na mezenchym.

### Revmatoidní artritida
Dysregulovaná nadprodukce IL-6 odpovědná za systémové zánětlivé projevy a abnormální laboratorní nálezy u pacientů s revmatoidní artritidou. Ve skutečnosti byly u pacientů s RA pozorovány zvýšené hladiny IL-6 v séru i v synoviální tekutině a existovala korelace mezi hladinami IL-6 v séru a klinickými a laboratorními indexy RA.
První schválená léčba pomocí anti-IL-6 byla na revmatoridní artritidu.

### Zánětlivé onemocnění střev (IBD)
Zánětlivé onemocnění střev (IBD), které se skládá z Crohnovy choroby a ulcerózní kolitidy, je definováno jako chronický zánět gastrointestinálního traktu. Prozánětlivý cytokin interleukin (IL) -6 hraje klíčovou roli v nekontrolovaném střevním zánětlivém procesu, který je hlavní charakteristikou IBD. Existuje zvýšená produkce IL-6 a jeho rozpustného receptoru (sIL-6R) střevními makrofágy a CD4 + T-buňkami. Zvýšená tvorba komplexů IL-6-sIL-6R, které interagují s gp130 na membráně CD4 + T-buněk (trans-signalizace), vede ke zvýšené expresi a nukleární translokaci STAT3, což způsobuje indukci antiapoptotických genů, jako je Bcl-xl. To vede k zesílené odolnosti T-buněk lamina propria vůči apoptóze. Následná expanze T-buněk přispívá k udržení chronického střevního zánětu.

## Další literatura
- Mastorakos G, Ilias I (November 2006). "Interleukin-6: a cytokine and/or a major modulator of the response to somatic stress". Annals of the New York Academy of Sciences. 1088: 373–81. doi:10.1196/annals.1366.021. PMID 17192581
- Culig Z, Bartsch G, Hobisch A (November 2002). "Interleukin-6 regulates androgen receptor activity and prostate cancer cell growth". Molecular and Cellular Endocrinology. 197 (1–2): 231–8. doi:10.1016/S0303-7207(02)00263-0. PMID 12431817.